# Autobus do Podbořan
Autobus do Podbořan (2010) je druhé sólové album Petra Linharta, frontmana kapely Majerovy brzdové tabulky. Nahrál ho s doprovodnou kapelou 29 Saiten a několika hosty. Obsahuje 13 Linhartových autorských písní a Zatopené doly – Linhartem a Markem Štifterem zhudebněnou báseň Quida Maria Vyskočila z počátku 20. století.
Booklet v grafickém stylu autobusového jízdního řádu vytvořili Karel Haloun a Luděk Kubík.

## Seznam písní
1. Autobus do Podbořan – 4:16
2. Poloha D – 3:55
3. Crowna – 3:41
4. Továrna – 2:50
5. Helga Braun – 3:51
6. Měsíc se nasytí tmou – 2:50
7. Annenruhe – 5:09
8. Kapucínka – 3:53
9. Silvestr – 3:20
10. Marie Löwy – 3:28
11. Zatopené doly – 2:04
12. Hello Rosemary – 2:55
13. Holub & Frič – 3:14
14. Přicházejí nad ránem – 4:45

## Inspirace
Petr Linhart se ve svých písních inspiruje konkrétními místy a událostmi, většinou z krajiny západních Čech. Crowna je o obci Krouna a železničním neštěstí z roku 1995, píseň Továrna je inspirována opuštěnou továrnou v Mezivodí (Velké Hamry). V písni Helga Braun je načrtnut příběh z Mariánských Skoků (těch se týká už starší Linhartova píseň Maria Stock z alba Sudéta), kterého se osudově dotklo vysídlení Němců z Československa v roce 1945. Měsíc se nasytí tmou je obraz krajiny u Nahořečic a Kostrčan, Annenruhe je příběh z Moravské Třebové 19. století, ze kterého se stala pověst, která pak byla o sto let později nečekaně potvrzena. Kapucínka je o stejnojmenných skalách u Lubence. Příběh Marie Löwy se odehrává v Žihli.

## Nahráli
- Petr Linhart – zpěv (1–14), mandocello (1), zvuky: atmosféra ranního Lubence (1), motocykl (2), obrábění (4), zvuky větru a měsíční volání vol. 1 (6), zvuky podzimu (8), instantní atmosféra maloměsta (13), instantní víly (14)
- 29 Saiten
  - Marek Štifter – elektrická kytara (1–9, 12, 13), baskytara (4–6, 8, 12, 14), dvanáctistrunná kytara (7), akustická kytara (10), akustická baskytara (10), klávesy (3, 4, 7, 10, 12), harmonium (5, 10, 11, 14), caisa (5), surdo (5, 6, 10), hi-hat (6), perkuse (14), vokál (1), beatbox (14), zvuky větru a měsíční volání vol. 2 (6), zvuky podzimu (8)
  - Josef Štěpánek – elektrická kytara (1, 2, 4, 8, 9, 12, 14), akustická kytara (5, 12, 14), rezofonická kytara (3, 4, 7, 10, 12), pedal steel (7, 8, 10), mandolína (3, 4, 7), pětistrunné banjo (3, 9), foukací harmonika (1), klávesy (12)
  - Aleš Charvát – baskytara (1–3, 7, 9, 13, 14)
  - Tomáš Makovský – bicí (1, 2, 3, 4, 8, 9, 12, 13), bonga (2, 3, 9), surdo (5, 14), virbl (7), perkuse (14)
- hosté
  - Jan Španbauer – fujara (3, 13), indiánská píšťala (3), flétna shakuhachi (13)
  - Andrew John – loops (9)
  - Kryštof Hanzlík – vokál (14)

## Aranžmá
- Marek Štifter (1–14)
- Petr Linhart (6)
- Josef Štěpánek (5, 7, 10, 12)